# Dekapitator
Dekapitator est un groupe de thrash metal américain, originaire de San José, en Californie.

## Biographie
Le groupe est formé en 1996 à San José, en Californie. Après des débuts difficiles, notamment dus aux changements incessants dans la formation (le groupe change trois fois de chanteur), la formation se stabilise, et le groupe sort en 1998 sa première production, Blood on Steel, qui est un split avec le groupe Nunslaughter, qui commencera à faire entendre parler d'eux. 
L'année suivante, en 1999, le groupe sort son premier album studio, intitulé We Will Destroy... You Will Obey!!!. L'album est fortement inspiré par les grands groupes de thrash metal des années 1980 comme Slayer, Sepultura, Dark Angel ou encore Sodom, principalement au niveau de la grande rapidité de la batterie et de la brutalité du tempo.
Après huit années de silence, le groupe sort un second album studio, Storm Before the Calm, en 2007, qui est dans le même esprit de rapidité et de brutalité que son prédécesseur. Il s'agit pour l'instant de la dernière production du groupe.

## Style musical
Le style brutal et rapide de Dekapitator reprend beaucoup le style des groupes de thrash metal des années 1980, comme Exodus. Ce groupe fait partie, avec Violator et Warbringer entre autres, des nouveaux groupes de la scène thrash metal extrême.

## Membres

### Membres actuels
- Matt Hellfiend - chant, guitare
- D. Attacker - guitare
- Dan Bulldoze - basse
- "Atomic" Andy Maniac - batterie

### Anciens membres
- Leon del Muerte (aka Glüm) - chant
- Frederik Söderberg (aka Chainsaw Demon) - chant
- Wes Blackwulf - guitare
- Jason Voorhees - guitare
- Brad Attitude - guitare

## Discographie
- 1998 :Blood On Steel (split avec Nunslaughter)
- 1999 : We Will Destroy... You Will Obey!!!
- 2007 : Storm Before the Calm